# (16126) 1999 XQ86
A (16126) 1999 XQ86 a Naprendszer kisbolygóövében található aszteroida. A LINEAR projekt keretében fedezték fel 1999. december 7-én.